# Plăieșii de Sus
Plăieșii de Sus (węg. Kászonfeltíz) – wieś w Rumunii, w okręgu Harghita, w gminie Plăieșii de Jos. W 2011 roku liczyła 918 mieszkańców.